# Trichodezia
Trichodezia is een geslacht van vlinders van de familie spanners (Geometridae), uit de onderfamilie Larentiinae.

## Soorten
- T. albofasciata Grote, 1863
- T. albovittata Guenée, 1858
- T. californiata Packard, 1871
- T. haberhaueri Lederer, 1864
- T. kindermanni Bremer, 1864